# Deci Calpurnià
Deci Calpurnià (en llatí: Decius Calpurnianus) va ser prefecte de la guàrdia personal de l'emperador Claudi. Va estar implicat en la conducta llicenciosa de Valèria Messalina i va ser condemnat a mort i executat l'any 48 aC, segons diu Tàcit.